# Kenneth City
Kenneth City é uma vila localizada no estado americano da Flórida, no condado de Pinellas. Foi incorporada em 1957.

## Geografia
De acordo com o United States Census Bureau, a vila tem uma área de 1,9 km², onde 1,8 km² estão cobertos por terra e 0,1 km² por água.

### Localidades na vizinhança
O diagrama seguinte representa as localidades num raio de 8 km ao redor de Kenneth City.

## Demografia
Segundo o censo nacional de 2010, a sua população é de 4 980 habitantes e sua densidade populacional é de 2 670,54 hab/km². Possui 2 306 residências, que resulta em uma densidade de 1 236,60 residências/km².